# نيكي وغابي
نيكولا تيريزا ديمارتينو و غابريلا نيليدا ديمارتينو (بالإنجليزية: Nicola Teresa DeMartino and Gabriella Nelida DeMartino) (من مواليد 5 مايو 1995 -)،  المعروفتان باسم نيكي اند غابي (بالإنجليزية: Niki and Gabi)، هم ممثلتان ومغنيتان أمريكيتان من أصل إيطالي-كوبي. في عام 2018، أصدر الثنائي الأسطوانة المطولة لأول مرة بعنوان انديفيدوال (Individual). الشقيقتان يمتلكان مسيرة فردية، وهم معروفون باسم نيكي ديمار وغابي ديمارتينو، ويمتلكان قناتان فرديتان على يوتيوب بعنوان Niki DeMar و Fancy Vlogs By Gab.

## المشوار الفني
بدأت نيكي وغابي مسيرتهما عام 2010 بإفتتاح قناتهم الأولى بعنوان 00RemakeGirls بالتعاون مع شقيقتهم الكبرى الممثلة آليكس ديمارتينو. واصدروا اغنيتهم الأولى بعنوان «وير نات اوفر» عام 2014. في عام 2015, اشتركت نيكي وغابي في فيلم دانس كامب لأوسمنيس تيفي. في عام 2017, نيكي شاركت في مسلسل فريكش وقامت بدور «سادي», بينما قامت غابي بتأليف مسلسلها الخاص بعنوان بلود كوينز وفامت بأداء دور «غابي اوبيرلن».
أصدرت نيكي وغابي الأسطوانة المطولة الأولى بعنوان انديفيدوال في عام 2018. تضمنت الأسطوانة أغاني عديدة ومن ضمنها أغانيهم المنفردة «فلاورز» و «ليت ات رور».

## ديسكوغرافيا

### ألبومات
- انديفيدوال (2018)

## جوائز وترشيحات
| جائزة                         | سنة  | فئة                               | نتيجة | المرجع. |
| ----------------------------- | ---- | --------------------------------- | ----- | ------- |
| جوائز آي هارت راديو الموسيقية | 2020 | جائزة نجم اجتماعب                 | رُشِّح   | [ 8 ]   |
| بريميوس جوفينتود              | 2019 | اخترثنائيًا أفضل                   | رُشِّح   | [ 9 ]   |
| جوائز شورتي                   | 2018 | فرقة يوتيوب                       | رُشِّح   | [ 10 ]  |
| جوائز ستريمي                  | 2016 | موضة                              | رُشِّح   | [ 11 ]  |
| جوائز ستريمي                  | 2017 | أسلوب الحياة                      | رُشِّح   | [ 12 ]  |
| جوائز ستريمي                  | 2018 | موضة                              | فوز   | [ 13 ]  |
| جوائز ستريمي                  | 2019 | أسلوب الحياة                      | رُشِّح   | [ 14 ]  |
| جوائز اختيار المراهقين        | 2016 | اختيار نجم الويب: الموضة / الجمال | رُشِّح   | [ 15 ]  |
| جوائز اختيار المراهقين        | 2017 | اختيار نجمة ويب أنثى              | رُشِّح   | [ 16 ]  |
| جوائز اختيار المراهقين        | 2019 | اختيار يوتيوبر                    | رُشِّح   | [ 17 ]  |